# 吉川圭一
吉川 圭一（よしかわ けいいち、1978年（昭和53年）5月22日 - ）は、北陸朝日放送（HAB）のアナウンサーである。
名字の「吉」の正確な表記は「」（「土」の下に「口」、つちよし）である。

## 来歴・人物
東京都港区出身。実家は元文房具店。港区立御成門中学校を卒業。中央大学卒業を経て、さくらんぼテレビジョンに入社。さくらんぼテレビでは報道記者として活動し、ドキュメンタリー番組のディレクターも務めた。
2006年に福井放送（FBC）にアナウンサーとして移籍（同期入社は廣瀬隼也・佐々木愛）。制作部に配属され、ディレクターとしての業務も行っていた。2009年4月に制作部からラジオセンターへ異動。福井放送在籍中の2007年には第6回ANNアナウンサー賞・原稿のないもの部門優秀賞を、2009年には第8回ANNアナウンサー賞・高校野球実況部門奨励賞を受賞している。2014年に報道部へ異動し、記者へ転身。
2017年12月に北陸朝日放送に移籍。2018年3月までは報道記者であったが、2018年4月より4年ぶりにアナウンス職へ就く。

## 現在の担当番組
- ふむふむ（2023年4月3日 - 、月曜・ニュース、月曜・ふむふむスポーツ）
- KICK OFF! ISHIKAWA（2023年4月2日 - )
- 高校野球石川大会中継実況（2018年-）
- HABニューススカッシュ
- ANNニュース（土曜・日曜昼のローカルニュース、シフト勤務）
- ANNスーパーJチャンネル（土曜・日曜夕方のローカルニュース、シフト勤務）

## 過去の担当番組

### 福井放送
テレビ
- おじゃまっテレ・Newsリアルタイムふくい（駅前中継、水曜・木曜）
- おじゃまっテレ ワイド&ニュース（スタジオ担当、月曜・火曜）
- FBCニュース (不定期）

ラジオ
- シャカリキよしかわ馬力
- モーたいへん 新春!ジュンクミ馬力[2]
- げんき一番（月曜・金曜）
- 夜のマンガハウス
- 良ーいドン!!
- FBCラジオ土曜スペシャル（不定期）
- FBCニュース (不定期）

### 北陸朝日放送
- ギュッ!と石川 ゆうどきLive - 月曜「熱スポ」担当、木曜・金曜MC（2020年4月2日-2021年3月26日）・ 月曜‐水曜MC（2022年3月28日- 2023年3月29日）、月曜「熱スポ」担当（2020年4月2日- 2023年3月27日）
- HABスーパーJチャンネル - 金曜キャスター（2019年4月5日 - 2020年3月27日）、月曜-金曜キャスター（2021年3月29日-2022年3月25日）

### スタッフとしての担当番組
さくらんぼテレビ
- 迷走の代償〜上山競馬は救えたか〜（ディレクター[3]）

福井放送
- かたいけの（ディレクター）